# Charles Lederman
Charles Lederman, né le 27 janvier 1913 à Varsovie (à l'époque dans l'Empire russe, aujourd’hui en Pologne) et mort le 25 septembre 1998 à Paris (dans le 4e arrondissement), est un avocat au barreau de Paris, un résistant au sein de l'Œuvre de secours aux enfants, cofondateur de l'Union des juifs pour la résistance et l'entraide et du Mouvement national contre le racisme et un homme politique français. Il fut un élu du Parti communiste français, d'abord comme conseiller de Paris puis comme sénateur du Val-de-Marne de 1977 à 1995.

## Biographie

### Jeunesse et formation
Charles Lederman est né à Varsovie où son père travaille comme vernisseur et sa mère comme ouvrière à l'usine,. Son père fuit l'armée tsariste et s'engage dans l'armée française durant la Première Guerre mondiale. La famille s'installe alors dans le quartier du faubourg du Temple à Paris.
Charles Lederman fait ses études au lycée Voltaire (où il est lauréat du concours général en thème latin) puis du droit à la faculté de Paris. Avocat au barreau de Paris à partir de 1934, il est accueilli au cabinet de Georges Pitard. Engagé dès l'âge de treize ans aux Jeunesses communistes, il s'inscrit au Parti communiste français et devient en 1936 le défenseur de la CGT dans le département de la Seine.

### La Résistance et action au sein des réseaux juifs
Incorporé pour son service militaire en 1938 au 8e régiment de zouaves, Charles Lederman est toujours sous les drapeaux au début de la Seconde Guerre mondiale. Il est capturé en juin 1940 lors de la prise de la poche de Dunkerque, déporté en Allemagne au stalag de Dortmund d'où il s'évade le 27 octobre 1940. Il réussit alors à rejoindre Lyon et les milieux FTP-MOI de la résistance communiste et juive locale,.
Il travaille comme délégué administratif au sein de l'Œuvre de secours aux enfants (OSE) dans le camp de Rivesaltes d'avril à novembre 1941 — où il favorise le « rajeunissement des enfants de plus de quinze ans », permet leur placement familial en lieu de la déportation, et favorise l'évasion des adultes avant que son action ne soit découverte et qu'il soit remplacé — puis ouvre et dirige un bureau de l'OSE à Lyon. Il fonde ensuite l'Union des juifs pour la résistance et l'entraide (UJRE) et ses groupes de résistance anti-nazie, avec lesquels il alerte dès 1942 sur les camps d'extermination, puis réussit le sauvetage de cent huit enfants juifs en cours de déportation au camp de Vénissieux. Il convainc l'archevêque de Toulouse Jules Saliège de faire lire le 23 août 1942 dans tout son diocèse la lettre pastorale intitulée Et clamor Jerusalem ascendit,
 déclarant « Les Juifs sont des hommes, les Juives sont des femmes. Tout n’est pas permis contre eux, contre ces hommes, contre ces femmes, contre ces pères et mères de famille. Ils font partie du genre humain. Ils sont nos Frères comme tant d’autres. Un chrétien ne peut l’oublier. » Recherché par la Gestapo, il entre dans la clandestinité en février 1943, doit quitter Lyon, et participe à la création du Mouvement national contre le racisme (MNCR) la même année.

### Avocat du Parti communiste et militant pour la décolonisation
Après la guerre, Charles Lederman reprend ses fonctions d'avocat, dès lors auprès du Parti communiste, notamment en 1952 avec la défense de Jacques Duclos dans le « complot des pigeons ». Proche des milieux anti-colonialistes, il devient l'avocat des Combattants de la Paix luttant contre la Guerre d'Indochine, puis des militants du Front de libération national lors de la Guerre d'Algérie. Il défend également les « Dix de Renault », des syndicalistes licenciés pour violences sur des cadres.
Il s'implique également en tant que militant anti-fasciste, notamment en soutenant et tentant, sans réussite, d'intercéder en 1963 pour sauver Julián Grimau en Espagne mais reste incapable de dénoncer les crimes staliniens de l'URSS,,,.

### Carrière politique
Très influent au sein du PCF, Charles Lederman ne sera cependant jamais un membre de sa direction centrale. Candidat battu à Paris aux élections législatives de 1962, il débute et obtient son premier mandat en 1965 en étant élu Conseiller de Paris des 2e et 3e arrondissements, siège qu'il conserve jusqu'en 1971. La même année en 1977, il est élu conseiller régional d'Île-de-France et sénateur du Val-de-Marne au sein du groupe communiste. Il est réélu sénateur en 1986 et ne se représente pas en 1995 à l'issue de son mandat. Durant dix-huit ans, il est l'une des « figures les plus marquantes […] et écoutée parmi ses collègues de tous bords » du palais du Luxembourg siégeant principalement dans les commissions des lois en tant que spécialiste des questions juridiques, (défenseur de la réforme de la magistrature, des libertés individuelles et constitutionnelles des citoyens ; fervent partisan de l'abolition de la peine de mort ; opposant à la loi Deferre de décentralisation).

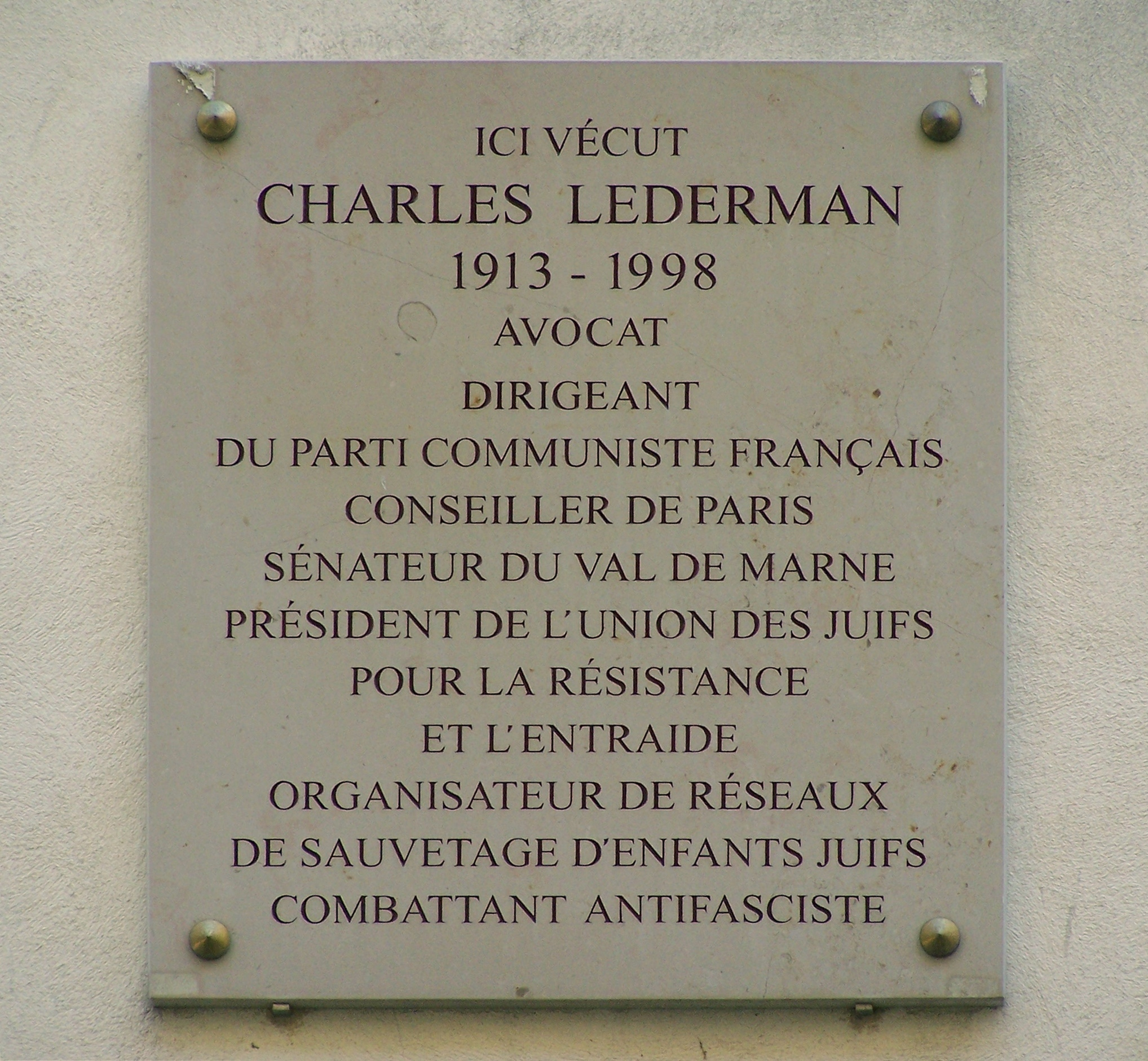
Plaque commémorative à la mémoire de Charles Lederman, à son domicile du 4, rue Saint-Louis-en-l'Île à Paris.

C'est dans son appartement et cabinet d'avocat de la rue Saint-Louis-en-l'Île à Paris que s'organise en 1972 la rencontre entre Georges Marchais et François Mitterrand pour la finalisation et la signature du Programme commun de la gauche pour l'élection présidentielle de 1974,. En 1983, il devient juge titulaire de la Haute Cour de justice et en 1986 le secrétaire de la « Commission des lois constitutionnelles, de législation, du suffrage universel, du règlement et d'administration générale ». Il s'attache alors aux questions des libertés de la communication et du pluralisme à la radio et à la télévision. Après la réélection de François Mitterrand en 1988, il s'attache au Sénat au vote de la loi sur le Revenu minimum d'insertion, puis devient le vice-président du groupe communiste et continue d'être le secrétaire de la « Commission des lois constitutionnelles ».
En parallèle avec le député communiste Jean-Claude Gayssot, Charles Lederman est au Sénat, en 1989, le coauteur de ce qui deviendra la « loi Gayssot » pénalisant la contestation ou la négation des crimes contre l'humanité. En 1992, il s'oppose au traité de Maastricht. Il décide, à 82 ans, de ne pas se représenter après la fin de son mandat en octobre 1995. Il est remplacé dans cette fonction par Claude Billard qui conserve le siège à l'issue des élections sénatoriales,.
Il meurt le 25 septembre 1998 à Paris (4e arrondissement),. Il est inhumé au cimetière parisien de Bagneux (division 65).

## Mandats électifs
- Conseiller de Paris de 1965 à 1971.
- Conseiller régional d'Île-de-France à partir de 1977.
- Sénateur du Val-de-Marne élu le 25 septembre 1977, réélu le 28 septembre 1986, fin de mandat le 1er octobre 1995.

## Décorations
- Médaille de la Résistance
- Croix de guerre 1939-1945 avec « étoile d'argent »
- Médaille de la France libre
- Chevalier de la Légion d'honneur (janvier 1996)[19]